# NGC 1909
NGC 1909 (иногда отождествляется с IC 2118, LBN 959, CED 41) — отражательная туманность в созвездии Эридан.
Этот объект входит в число перечисленных в оригинальной редакции «Нового общего каталога».
Туманность по указанным Гершелем координатам отсутствует, однако существует гипотеза, что открытая им туманность — Голова Ведьмы (IC 2118). Первооткрывателем туманности считается Максимилиан Вольф, наблюдавший её в 1891 году, более чем через 100 лет после наблюдений Гершеля. Подобная ошибка может объясняться тем, что в оригинальной записи положение туманности указывалось относительно Ригеля — в действительности туманность находится в 11м к западу от этой звезды, а у Гершеля указано 11м к востоку, и, возможно, он перепутал восток и запад при записи.